# Botiquín

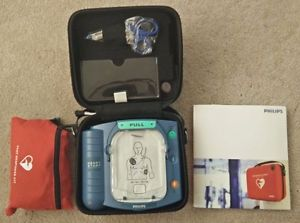
Botiquín de primeros auxilios.

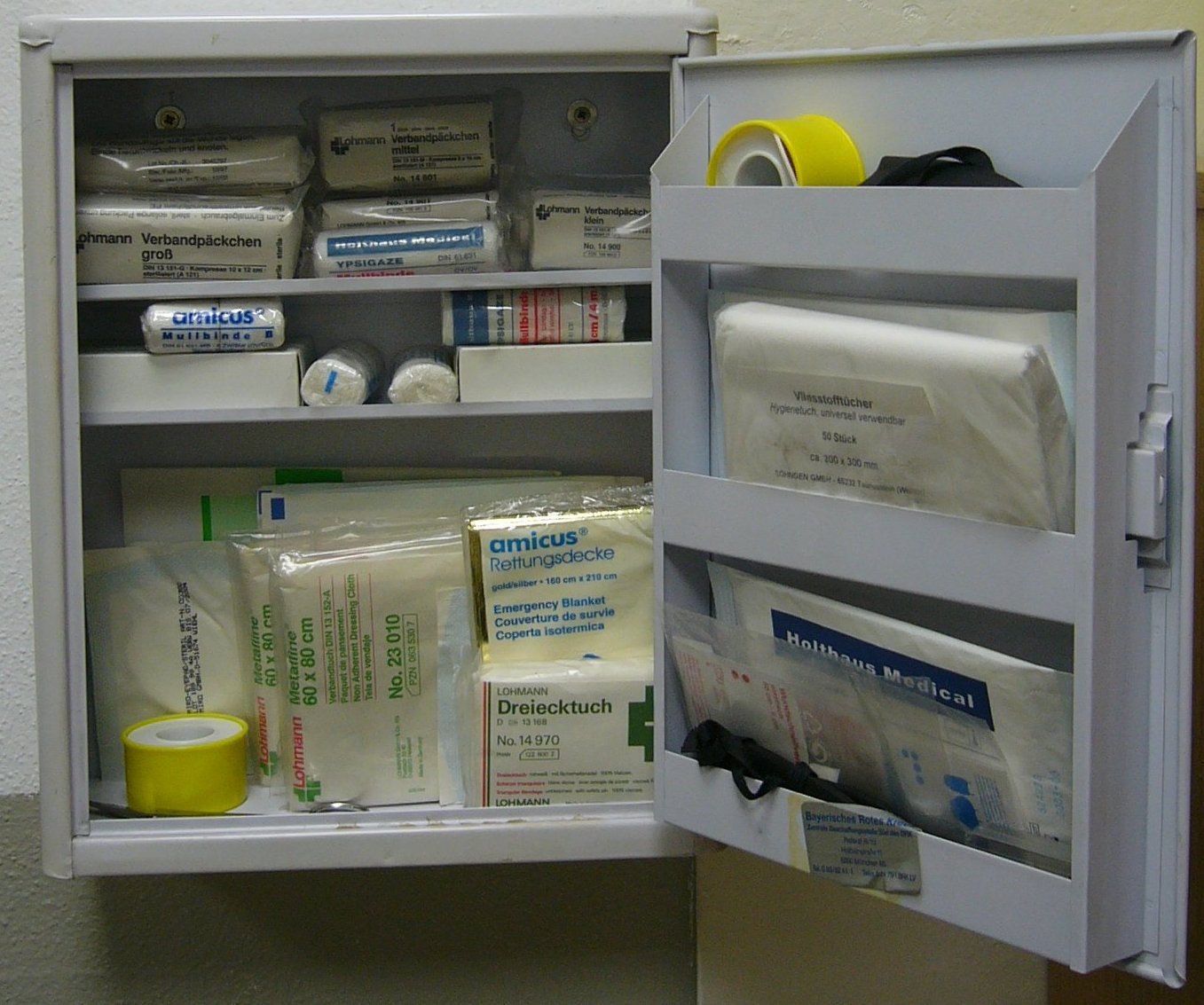
Botiquín con material de primeros auxilios.

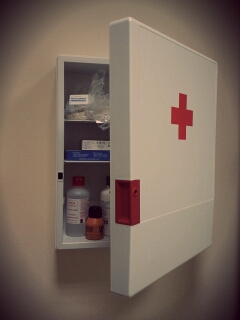
Botiquín personal en una casa.

Un botiquín de primeros auxilios o botiquín médico es una colección de suministros y equipos que se utilizan para brindar tratamiento médico inmediato, principalmente para tratar lesiones y otras afecciones médicas leves o moderadas. La disponibilidad de un botiquín suele ser prescriptiva en áreas de trabajo para el auxilio de accidentados. Existe una amplia variación en el contenido de los botiquines de primeros auxilios según el conocimiento y la experiencia de quienes los preparan, los diferentes requisitos de primeros auxilios del área donde se pueden usar y las variaciones en la legislación o regulación en un área determinada.
El estándar internacional para los botiquines de primeros auxilios es que deben identificarse con el símbolo gráfico ISO para primeros auxilios (de ISO 7010), que es una cruz blanca igual sobre un fondo verde.
Los botiquines estándar suelen venir en cajas de plástico duraderas, bolsas de tela o armarios montados en la pared. El tipo de contenedor variará según el propósito y su tamaño varía desde el tamaño de una billetera hasta una caja grande. Se recomienda que todos los botiquines se guarden en un recipiente limpio a prueba de polvo y humedad para mantener el contenido seguro y aséptico.
Un botiquín debe contener material de curación y medicamentos que no tengan riesgo para las personas, sin embargo siempre debe preguntarse antes de administrarlos sobre una posible alergia o reacción negativa ante cualquier medicina o sustancia.
Es importante que el botiquín no esté al alcance de los niños, se conserve en un lugar fresco y seco, se revise periódicamente y reponerse si algún artículo está dañado, caduco o desactualizado.
Es recomendable no utilizar algunos utensilios mencionados en este artículo por razones de alergias, entre otros síntomas que lo puede perjudicar. En caso de un desastre natural también es bueno saber como protegerse.

## Etimología
La palabra botiquín procede de la palabra botica y esta a su vez del griego apotheke, almacén.

## Apariencia
La Organización Internacional de Normalización (ISO) establece como estándar que los botiquines de primeros auxilios sean verdes, con una cruz blanca, para que sean fácilmente reconocibles para cualquiera que necesite primeros auxilios.

Símbolo ISO de primeros auxilios
Versión alterna del símbolo ISO de primeros auxilios
Símbolo de la Cruz Roja
Estrella de la vida

La ISO solo respalda el uso del fondo verde y la cruz blanca, y esto se ha adoptado como estándar en muchos países y regiones, incluida toda la Unión Europea. Los botiquines de primeros auxilios a veces están marcados (por un individuo u organización) con una cruz roja sobre fondo blanco, pero el uso de este símbolo por cualquier persona que no sea el Comité Internacional de la Cruz Roja (CICR) o una agencia asociada es ilegal según los términos del Primer Convenio de Ginebra, que designa la cruz roja como símbolo protegido en todos los países firmantes del mismo. Una de las pocas excepciones es América del Norte, donde a pesar de la aprobación del Primer Convenio de Ginebra en 1864 y su ratificación en los Estados Unidos en 1881, Johnson & Johnson ha utilizado la cruz roja como marca en sus productos desde 1887 y ha registrado el símbolo como marca comercial estadounidense para apósitos medicinales y quirúrgicos en 1905.
Algunos botiquines de primeros auxilios también pueden incluir la Estrella de la Vida, normalmente asociada a los servicios médicos de emergencia, pero que también se utilizan para indicar que el servicio que la utiliza puede ofrecer un punto de atención adecuado. 
Aunque la ISO no lo admite, una cruz blanca sobre fondo rojo también se reconoce ampliamente como símbolo de primeros auxilios. Sin embargo, para instituciones médicas muy pequeñas y fines domésticos, se prefiere la cruz blanca sobre un fondo verde liso.

## Contenido
Los botiquines de primeros auxilios disponibles comercialmente a través de las tiendas minoristas habituales han estado tradicionalmente destinados únicamente al tratamiento de lesiones menores. Los contenidos típicos incluyen vendajes adhesivos, analgésicos de concentración regular, gasas y desinfectante de grado bajo.
Hay botiquines de primeros auxilios especializados disponibles para varias regiones, vehículos o actividades, que pueden centrarse en riesgos o preocupaciones específicos relacionados con la actividad. Por ejemplo, los botiquines de primeros auxilios que se venden en tiendas de suministros marítimos para uso en embarcaciones pueden contener remedios para el mareo.

### Artículos comunes

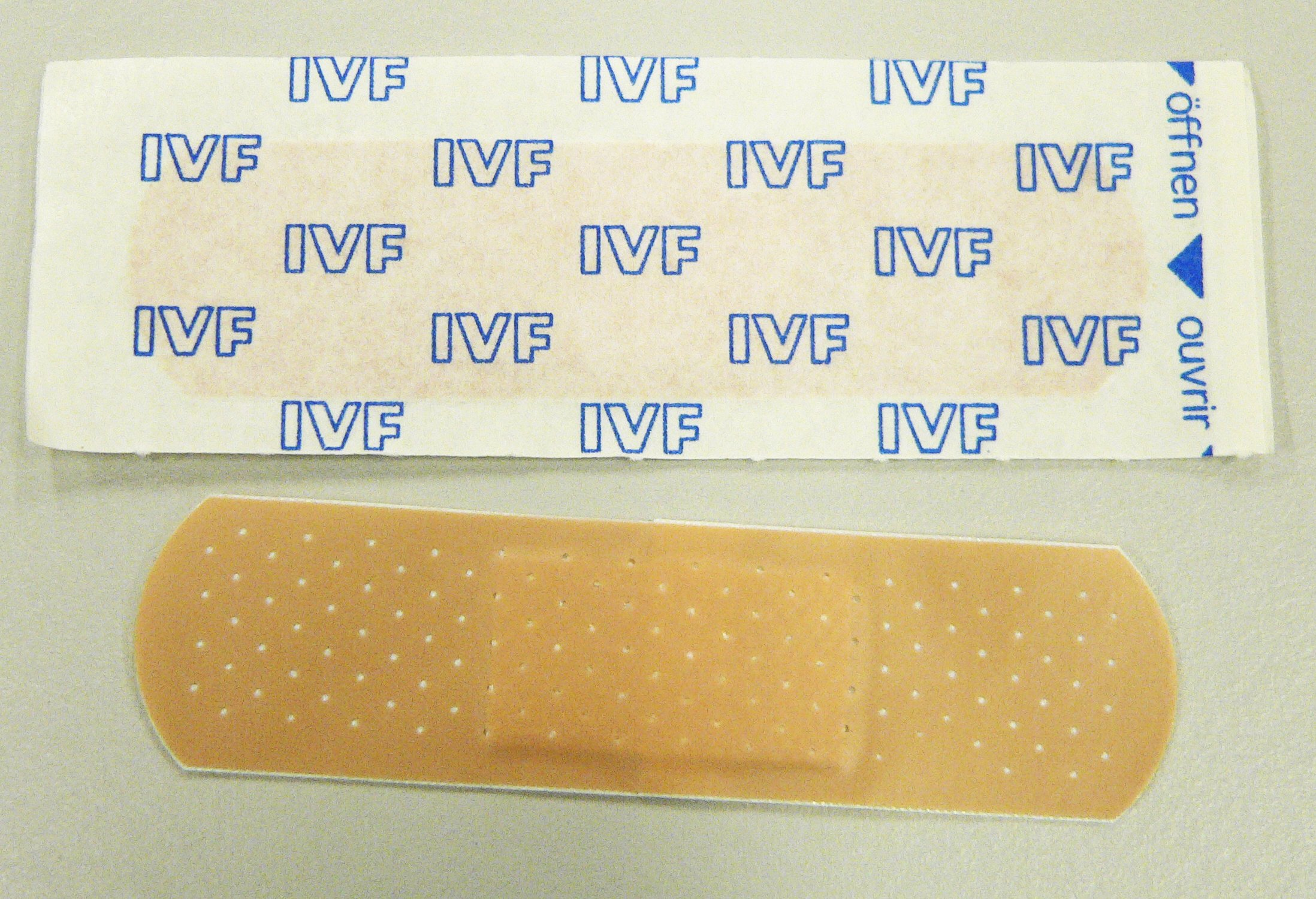
Las tiras adhesivas (curitas o tiritas) son uno de los elementos más utilizados en un botiquín de primeros auxilios

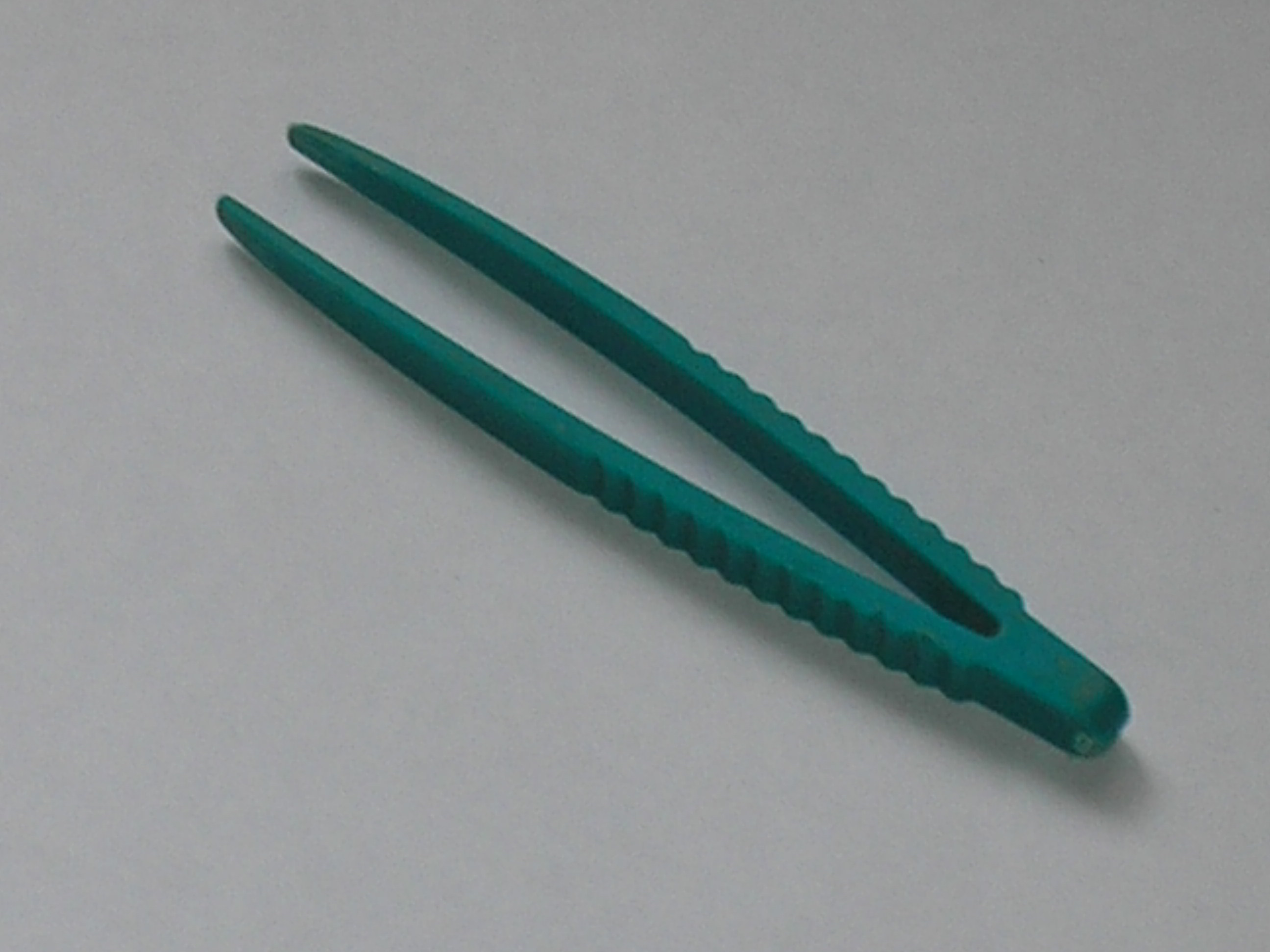
Pinzas finas de plástico

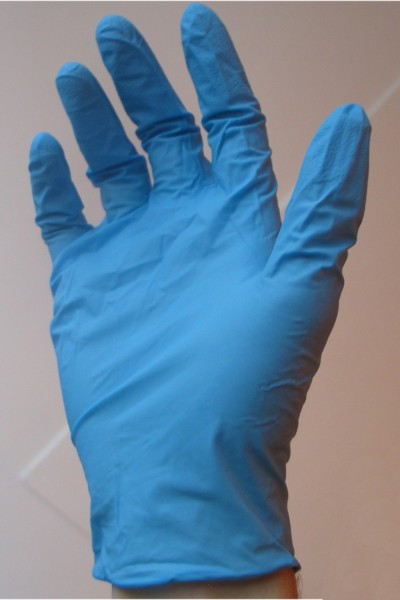
Los guantes desechables se encuentran a menudo en los botiquines de primeros auxilios modernos

Los botiquines comunes pueden contener:
- Termómetro
- Apósitos adhesivos
- Solución antiséptica (más comúnmente iodopovidona o peróxido de hidrógeno)
- Vendas
- Bolitas o hisopos de algodón
- Gasas
- Inyección para alergia de emergencia (ceztralina / desloratadina)
- Guantes médicos esterilizados y desechables
- Tiras adhesivas
- Alcohol en gel
- Suero fisiológico
- Pinzas finas
- Ungüento para quemaduras

También es útil conocer los números de emergencias del sitio
En un viaje es conveniente llevar la cantidad suficiente de medicamentos, entre ellos analgésicos, y recordar calcular las cantidades necesarias para los miembros de la familia que estén siguiendo tratamientos crónicos.
Esto depende también del sitio en que usted vive no es recomendable utilizar termómetros de vidrio por causas que pueden causar su muerte especialmente el mercurio que tienen estos.
Recuerde siempre verificar las fechas de vencimientos de ciertos medicamentos y evitar automedicaciones peligrosas.

### Lesiones traumáticas
Las lesiones traumáticas, como hemorragias, fracturas óseas o quemaduras, suelen ser el foco principal de la mayoría de los botiquines de primeros auxilios, y en la gran mayoría de todos los botiquines se encuentran artículos como vendajes y apósitos.
- Tira adhesiva sanitaria (Curitas, tiritas) –  pueden incluir aquellos con forma para partes particulares del cuerpo, como los nudillos.
- Apósitos (estériles, aplicados directamente sobre la herida)
- Vendas (para asegurar apósitos, no necesariamente estériles)
  - Vendas elásticas –  hechas de gasa, absorbentes y transpirables
  - Vendas de alta compresión –  utilizadas para esguinces y vendajes de presión
  - Vendas triangulares –  utilizadas como cabestrillos, torniquetes, para atar férulas y muchos otros usos

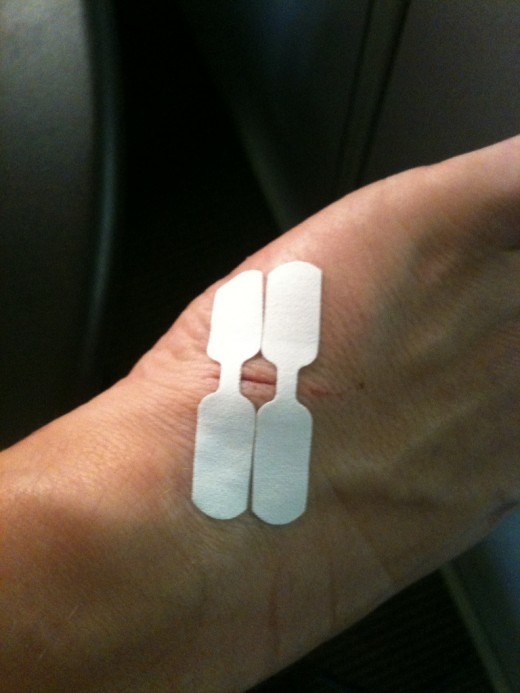
Una herida en la mano izquierda cuidadosamente cerrada por dos vendoletes

- Vendoletes – se usan como puntos para cerrar heridas, generalmente solo se incluyen para una respuesta de mayor nivel, ya que pueden sellar infecciones en heridas sin limpiar
- Suero fisiológico – utilizado para limpiar heridas o lavar cuerpos extraños de los ojos
- Jabón – utilizado con agua para limpiar heridas superficiales una vez que se detiene el sangrado
- Toallitas o aerosoles antisépticos para reducir el riesgo de infección en abrasiones o alrededor de heridas. Las heridas sucias deben limpiarse para que los antisépticos sean eficaces
- Apósito para quemaduras, que suele ser una gasa esterilizada empapada en un gel refrescante
- Esparadrapo hipoalergénico
- Se pueden incluir agentes antihemorrágicos en los botiquines de primeros auxilios, especialmente en los militares, de combate o tácticos, para promover la coagulación en caso de hemorragia grave

### Equipo de protección individual
El uso de equipo de protección individual o EPI variará según el botiquín, según su uso y el riesgo previsto de infección. El EPI común para el control y prevención de infecciones incluye:
- Guantes médicos que son de un solo uso y desechables para prevenir infecciones cruzadas
- Gafas protectoras u otra protección para los ojos
- Máscara quirúrgica o mascarilla N95 para reducir la posibilidad de transmisión de infecciones por vía aérea (a veces se colocan sobre el paciente en lugar de sobre los cuidadores. Para ello, la mascarilla no debe tener válvula de exhalación)
- Delantal quirúrgico

### Instrumentos y equipos

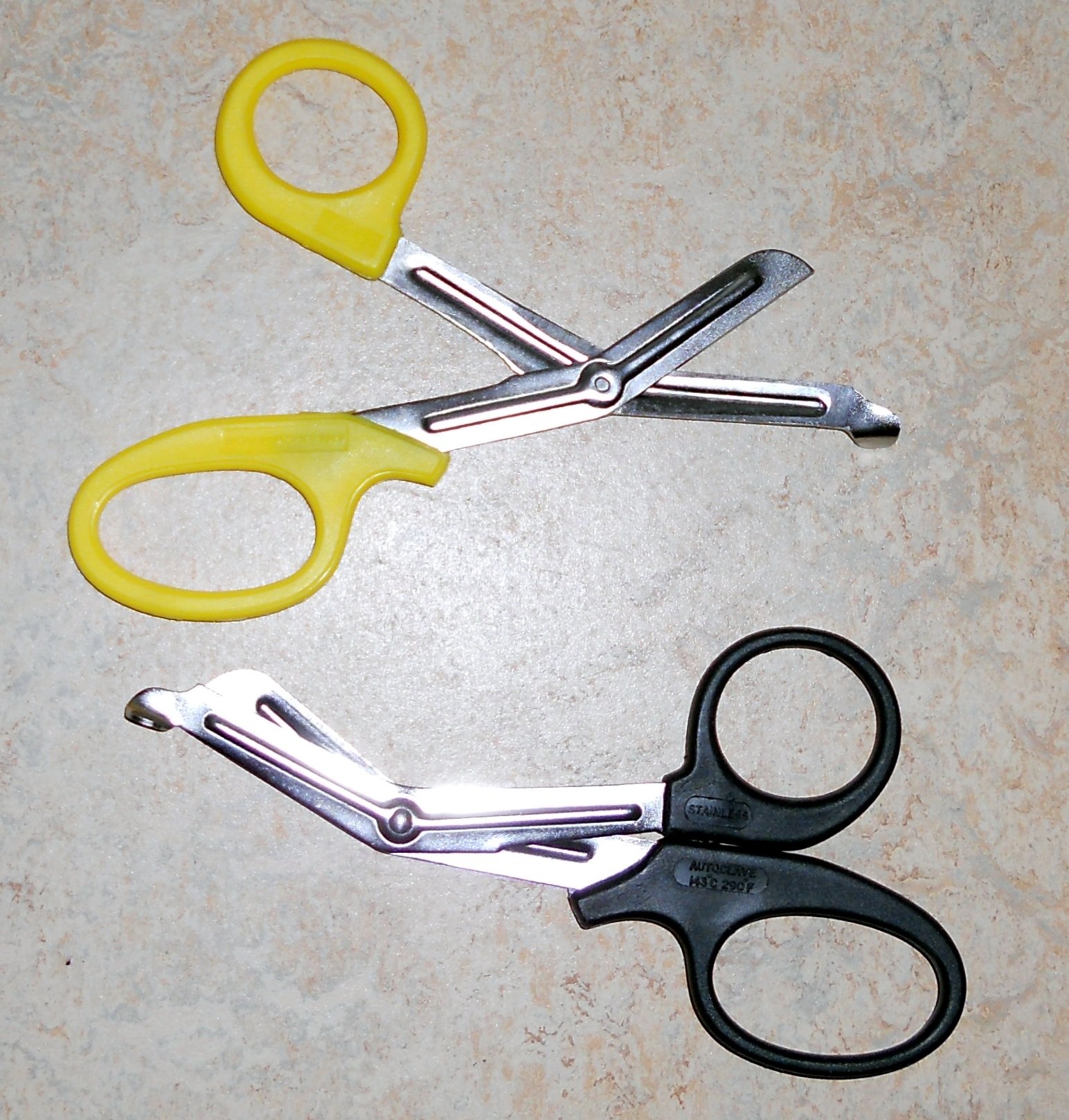
Tijeras para primeros auxilios

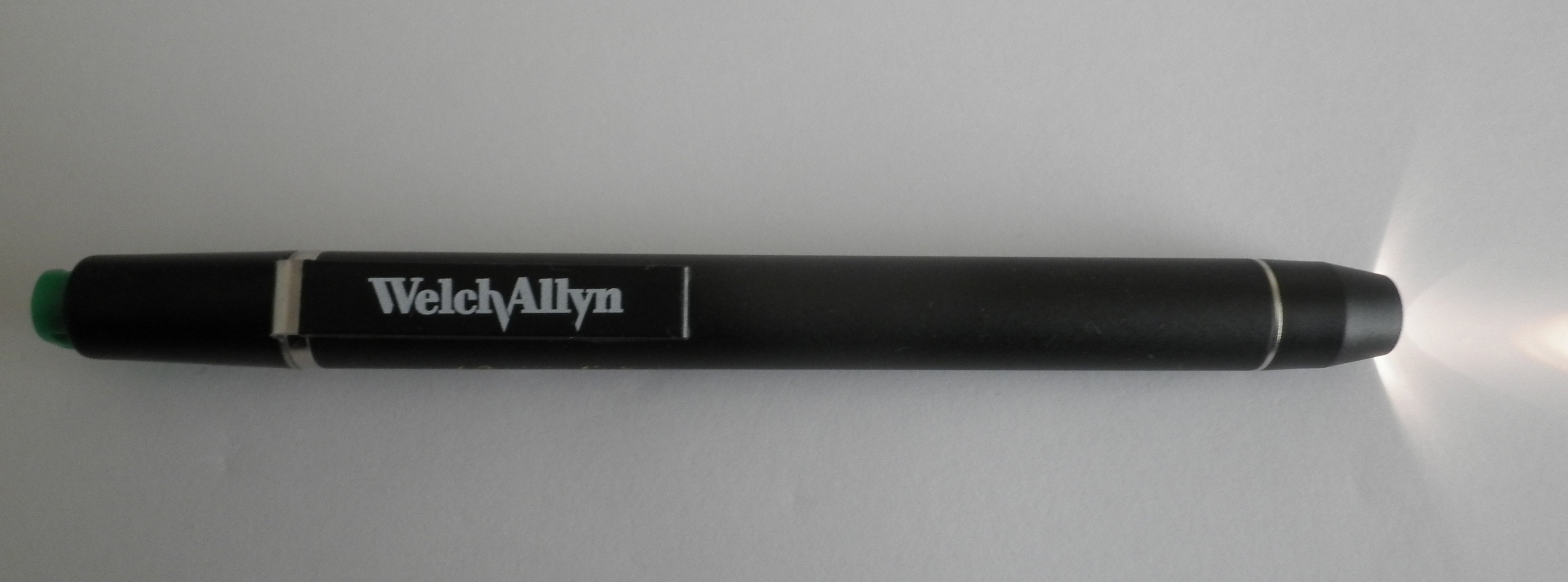
Una linterna tipo bolígrafo halógena para observar el reflejo fotomotor

- Tijeras para primeros auxilios – para corte de ropa y uso general
- Las tijeras comunes son menos útiles pero a menudo se incluyen (generalmente para abrir o cortar equipos médicos)
- Pinzas finas – para retirar astillas, entre otros usos
- Encendedor – para desinfectar pinzas o alicates, etc.
- Almohadillas de algodón (pads) con alcohol – para desinfectar el equipo o la piel intacta. A veces se utiliza para desbridar heridas; sin embargo, algunas autoridades de formación lo desaconsejan, ya que puede matar células de las que luego se pueden alimentar las bacterias
- Jeringa de irrigación – con punta de catéter para limpiar heridas con agua esterilizada, solución salina o una solución débil de yodo. El chorro de líquido elimina partículas de suciedad y escombros
- Linterna eléctrica (también conocida como lámpara de mano)
- Alcohol en gel o toallitas antisépticas para manos
- Termómetro
- Manta isotérmica (manta ligera de plástico fino, también conocida como manta de emergencia)
- Linterna tipo bolígrafo (penlight)
- Hisopos de algodón
- Algodón plisado – para aplicar lociones antisépticas
- Imperdibles – para sujetar vendajes

### Medicamentos
Los medicamentos pueden ser una adición controvertida a un botiquín de primeros auxilios, especialmente si es para uso público. Sin embargo, es común que los botiquines de primeros auxilios personales o familiares contengan ciertos medicamentos. Dependiendo del alcance de la práctica, los principales tipos de medicamentos son los medicamentos que salvan vidas, que se pueden encontrar comúnmente en los botiquines de primeros auxilios utilizados por socorristas remunerados o asignados para miembros del público o empleados, analgésicos, que a menudo se encuentran en botiquines personales, pero también se pueden encontrar en los suministros públicos y, por último, los medicamentos para aliviar los síntomas, que generalmente sólo se encuentran en botiquines personales.
Para salvar vidas
- Aspirina – se utiliza principalmente para el dolor torácico médico central como antiplaquetario
- Autoinyector de epinefrina (nombre comercial Epipen) – a menudo se incluye en kits para uso en áreas silvestres y en lugares como campamentos de verano, para reducir temporalmente la inflamación de las vías respiratorias en caso de shock anafiláctico. Hay que tomar en cuenta que la epinefrina no trata el shock anafiláctico en sí; solo abre las vías respiratorias para evitar la asfixia y dar tiempo para que se utilicen otros tratamientos o llegue la ayuda. Los efectos de la epinefrina (adrenalina) son de corta duración y la hinchazón de la garganta puede regresar, lo que requiere el uso de Epipens adicionales hasta que otros medicamentos surtan efecto o se puedan establecer métodos más avanzados para las vías respiratorias (como la intubación)
- Difenhidramina (nombre comercial Benadryl) – se utiliza para tratar o prevenir el shock anafiláctico. Es mejor administrarlo tan pronto como aparezcan los síntomas cuando se sospecha un shock anafiláctico inminente. Una vez que se restringen las vías respiratorias, ya no se pueden administrar medicamentos orales hasta que las vías respiratorias vuelvan a estar libres, como después de la administración de un Epipen. Una recomendación común para los adultos es tomar dos tabletas de 25 mg. Las formas no sólidas del medicamento, como el líquido o las tiras que se disuelven, pueden absorberse más rápidamente que las tabletas o cápsulas y, por lo tanto, son más efectivas en caso de emergencia

Analgésicos
- El paracetamol (también conocido como acetaminofén) es uno de los analgésicos más comunes, ya sea en forma de tableta o jarabe
- Los analgésicos antiinflamatorios como el ibuprofeno, el naproxeno u otros AINE se pueden utilizar como parte del tratamiento del dolor provocado por lesiones como esguinces, desgarro muscular y fracturas óseas

Alivio sintomático
- Medicamentos contra la diarrea como la loperamida, especialmente importantes en lugares remotos o países menos desarrollados donde la deshidratación causada por la diarrea es una de las principales causas de muerte entre los niños
- Sales de rehidratación oral (también conocidas como electrolitos orales)[7]
- Antihistamínicos como la difenhidramina
- Tratamientos para veneno
  - Absorción, como carbón activado, polihidrato de polimetilsiloxano (nombre comercial Enterosgel) y Atoxilo.
  - Eméticos para inducir el vómito, como el jarabe de ipecacuana, aunque actualmente los manuales de primeros auxilios desaconsejan inducir el vómito.
- Sales de olor (carbonato de amonio)

Medicamentos tópicos
- Antisépticos / desinfectantes
  - Líquido, toallita húmeda o spray antiséptico – para limpiar y desinfectar una herida. Por lo general, cloruro de benzalconio, que desinfecta las heridas con un mínimo de escozor o daño al tejido expuesto. También se puede utilizar como toallita antibacteriana para las manos de la persona que brinda ayuda
  - La iodopovidona es un antiséptico en forma de líquido, hisopo o toallita. Puede usarse en una dilución débil de agua limpia para preparar una solución de irrigación para limpiar una herida
  - El peróxido de hidrógeno a menudo se incluye en los botiquines de primeros auxilios caseros, pero es una mala opción para desinfectar heridas: mata las células y retrasa la curación
- Almohadillas (pads) de algodón con alcohol isopropílico – a veces se incluyen para desinfectar instrumentos o piel intacta (por ejemplo, antes de drenar una ampolla) o para limpiar la piel antes de aplicar una tira adhesiva. No se debe usar alcohol en una herida abierta, ya que mata las células de la piel y retrasa la curación
- Ungüentos antisépticos medicinales – para prevenir infecciones en una herida menor, después de limpiarla. Por lo general, no se usa en heridas que sangran mucho. Los ungüentos suelen contener uno, dos o los tres siguientes ingredientes antibacterianos (aquellos que contienen los tres suelen denominarse "ungüentos triple antibiótico"): neomicina, polimixina B y bacitracina
- Gel para quemaduras – un gel a base de agua que actúa como agente refrescante y, a menudo, incluye un anestésico suave como la lidocaína y, a veces, un antiséptico como el aceite de árbol de té
- Ungüentos contra la picazón
  - Crema de hidrocortisona (también puede ser en inyección)
  - Crema antihistamínica que contenga difenhidramina
  - Loción de calamina, para inflamaciones de la piel
- Crema antifúngica

## Usos improvisados
Además de los usos habituales, los botiquines de primeros auxilios pueden resultar útiles en situaciones de supervivencia o en la naturaleza. Los botiquines de primeros auxilios pueden formar parte de un kit de supervivencia, además de otras herramientas.

## Botiquines de primeros auxilios históricos

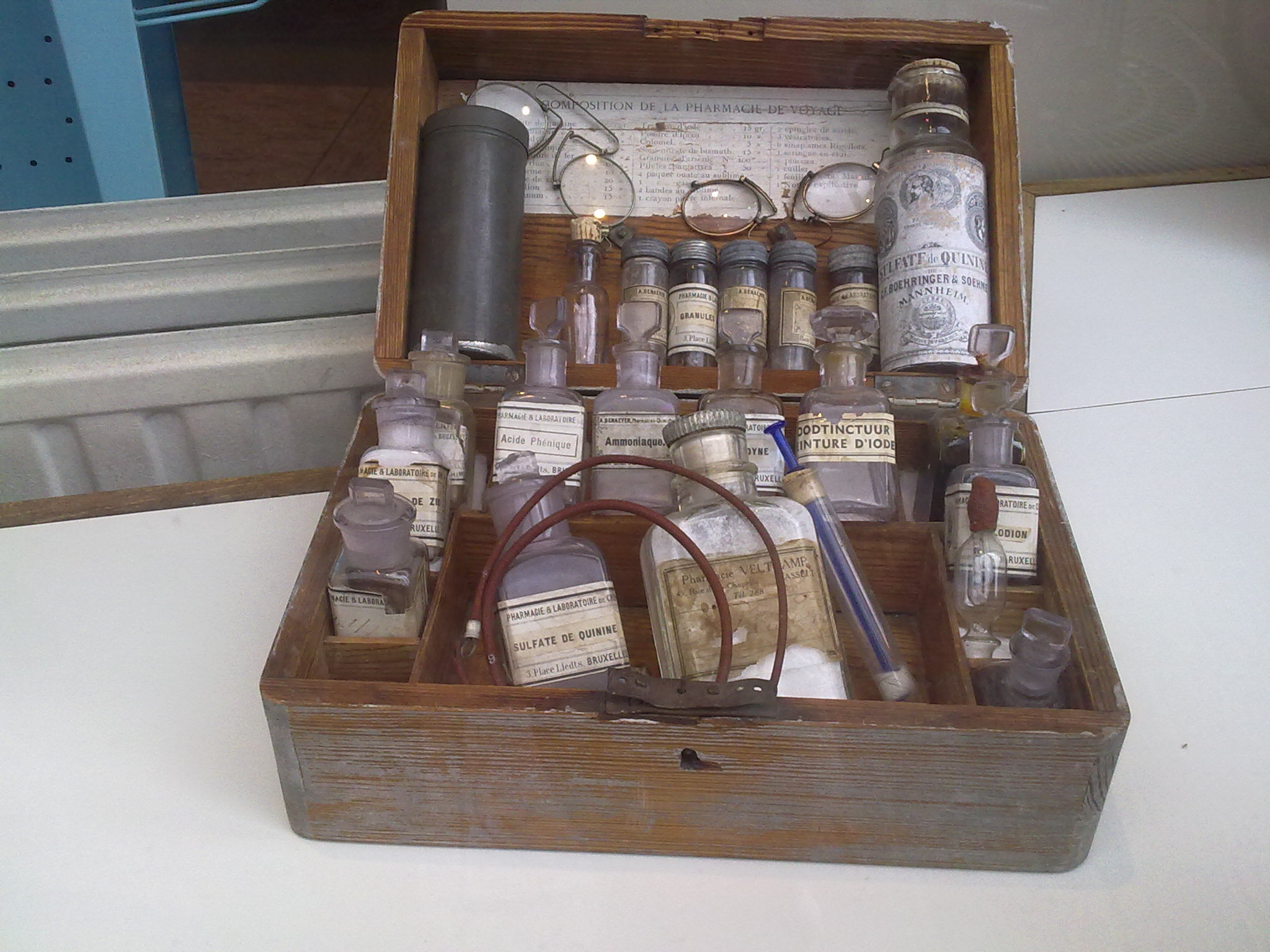
Farmacia/botiquín de primeros auxilios para viaje (inicios del)

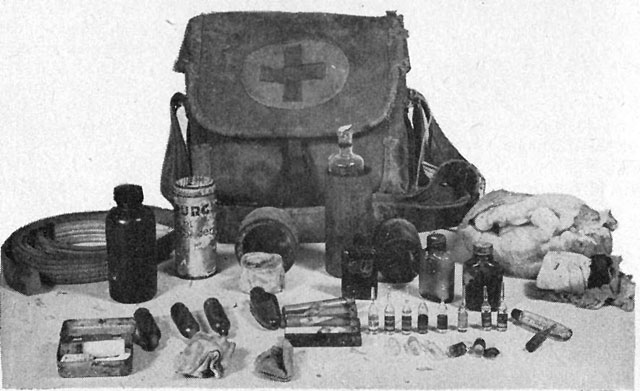
Botiquín de primeros auxilios del Ejército Imperial Japonés durante la Segunda Guerra Mundial. Esos botiquines contenían ampollas de una amplia variedad de tamaños y formas, sin normalización para el envío y el embalaje

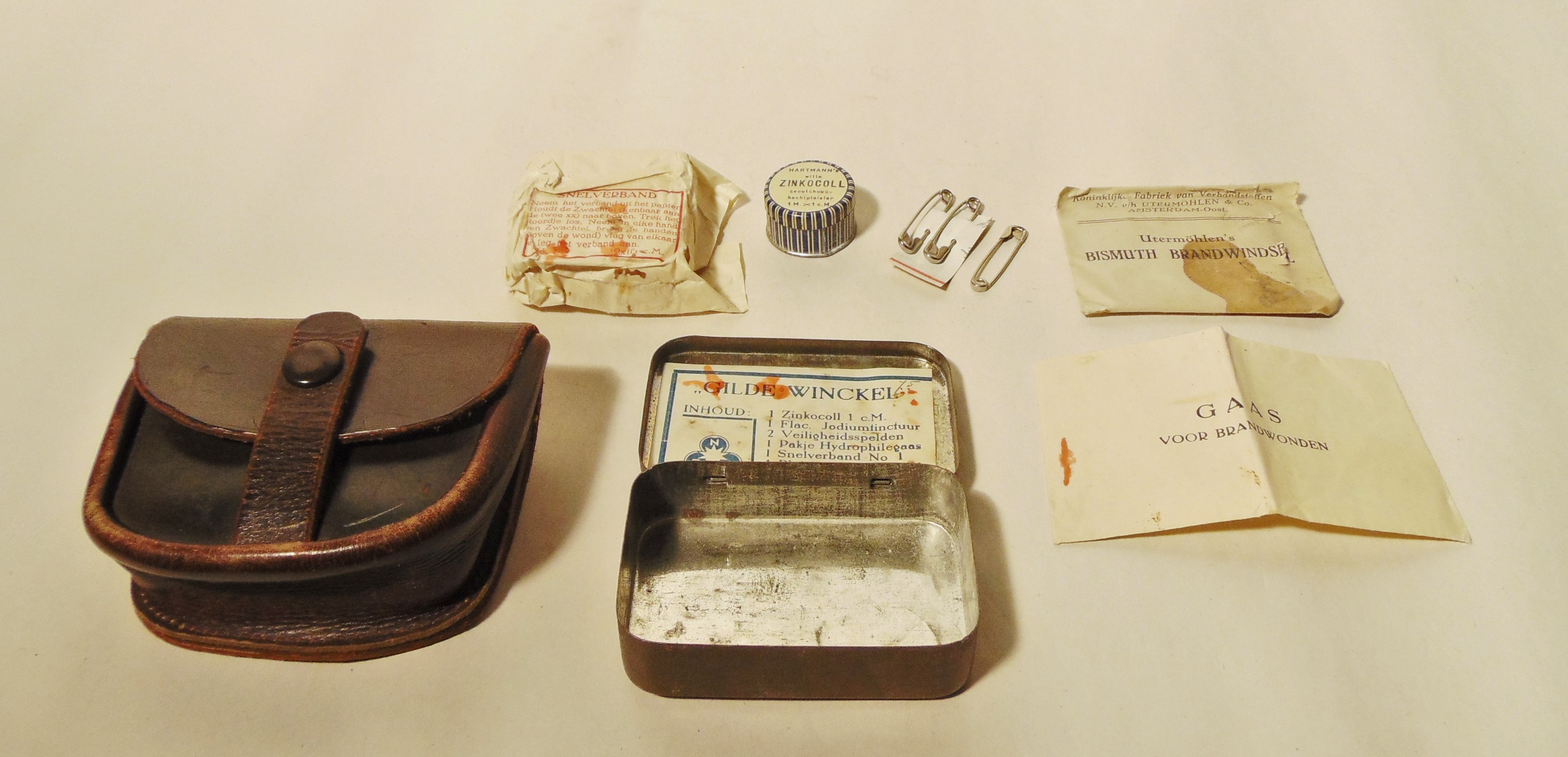
Botiquín de primeros auxilios en una bolsa de cuero que contiene tintura de yodo, cinta adhesiva, imperdibles, gasa y una venda. Década de 1940. Fotografiado en la colección del Museo de la Liberación Nacional 1944-1945 (Vrijheids Museum), Países Bajos

Los primeros botiquines de primeros auxilios distribuidos a todo el personal del ejército se produjeron durante la Primera Guerra Mundial.
A medida que ha avanzado la comprensión de los primeros auxilios y las medidas para salvar vidas, y ha cambiado la naturaleza de los riesgos para la salud pública, el contenido de los botiquines de primeros auxilios ha cambiado para reflejar los conocimientos y las condiciones prevalecientes. Por supuesto, hay muchos componentes históricos que ya no se utilizan hoy en día. Por ejemplo, especificaciones federales estadounidenses anteriores para los botiquines de primeros auxilios incluyeron botiquines para mordeduras de serpiente de tipo incisión/succión y antiséptico con mercurocromo. Como se explica en el artículo sobre mordeduras de serpiente, ya no se recomienda el histórico kit para mordeduras de serpiente. El mercurocromo fue eliminado en 1998 por la FDA de EE. UU. de la categoría generalmente reconocida como segura (Generally recognized as safe [GRAS]) debido a preocupaciones sobre su contenido de mercurio. Otro elemento común en los botiquines de primeros auxilios de principios del siglo XX, la gasa de ácido pícrico para tratar quemaduras, se considera hoy un material peligroso debido a que forma picratos inestables y potencialmente explosivos cuando entra en contacto con el metal. Ejemplos de adiciones modernas incluyen mascarillas para RCP incluidas en kits modernos para ayudar en la RCP, y barreras específicas para fluidos corporales para ayudar a prevenir la propagación de patógenos transmitidos por la sangre, como el VIH.